# Syrphe des corolles
Eupeodes corollae
Espèce
Le syrphe des corolles (Eupeodes corollae) est une espèce de diptères syrphidés pollinisatrice, dont la larve est une grande consommatrice de pucerons. Insecte migrateur, c'est l'une des deux espèces de syrphidés les plus communes d'Europe.

## Description
Les adultes font environ 11 millimètres de longueur du corps. Mâles et femelles ont des marques différentes sur l'abdomen, les mâles ont 3 ou 4 larges virgules sur les tergites tandis que les femelles ont des virgules étroites. Les larves se nourrissent de pucerons.

## Utilisation
Cette espèce a été utilisée à titre expérimental dans les serres pour y lutter contre les pullulations de pucerons et pour contrôler les cochenilles et les pucerons sur les fruitiers.

## Répartition
Eupeodes corollae se trouve dans toute l'Europe, l'Afrique du Nord et en Asie. Les adultes sont souvent migrateurs : par exemple entre l'Angleterre et l'Irlande — massivement parfois — ou au-dessus de la Manche entre la France et la Grande-Bretagne.

## Synonymes
- Eupeodes consisto (Harris, 1780)
- Musca consisto Harris, 1780
- Syrphus corollae Fabricius, 1794